# غدد فؤادية

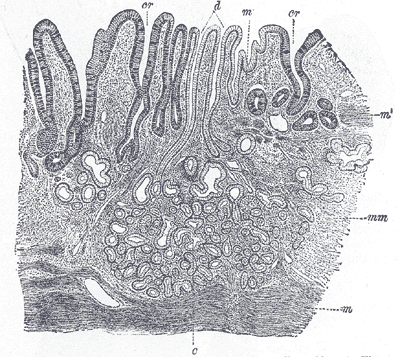

تفرز الغدد الفؤادية (cardiac glands) الموجودة في المعدة المخاط بشكلٍ أساسي. والغدد الفؤادية هي مجموعة صغيرة من الغدد توجد بالقرب من الفوهة الفؤادية، في موضع التقاء المريء بالمعدة.
وعمومًا، فإن هذه الغدد أكثر سطحيةً من تلك التي توجد في أجزاء المعدة الأخرى.
وتنقسم الغدد الفؤادية إلى نوعين: 
- (1) الغدد الأنبوبية البسيطة (simple tubular glands)، وتشبه هذه الغدد تلك الموجودة في نهاية البواب في المعدة، ولكنها ذات قنوات أقصر.
- (2) الغدد العنقودية المُجمعة (compound racemose glands)، وتشبه الغدد الاثنى عشرية.

وتُزوَد الغدد الفؤادية بالأعصاب عن طريق الألياف العصبية الودية واللاودية للجهاز العصبي الذاتي.